# Flüssigkeitsthermometer

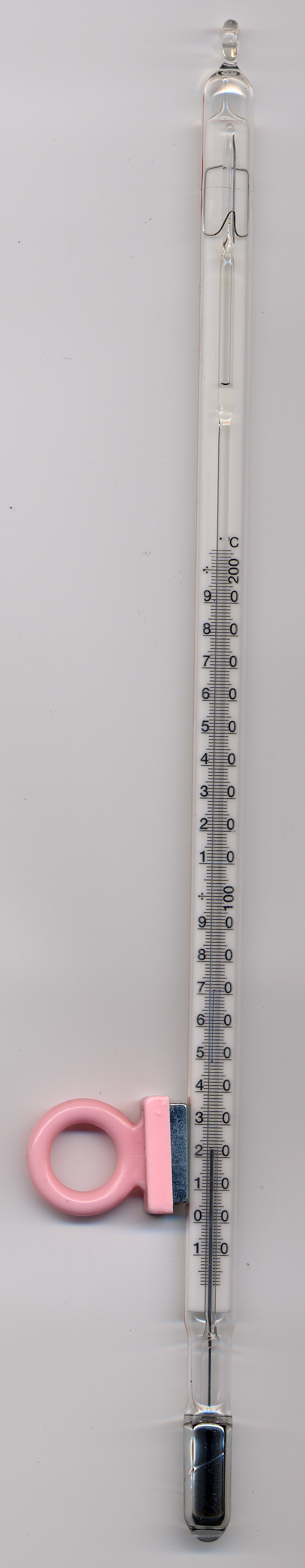
Quecksilberthermometer mit Schleppzeiger und Magnet zur Rücksetzung

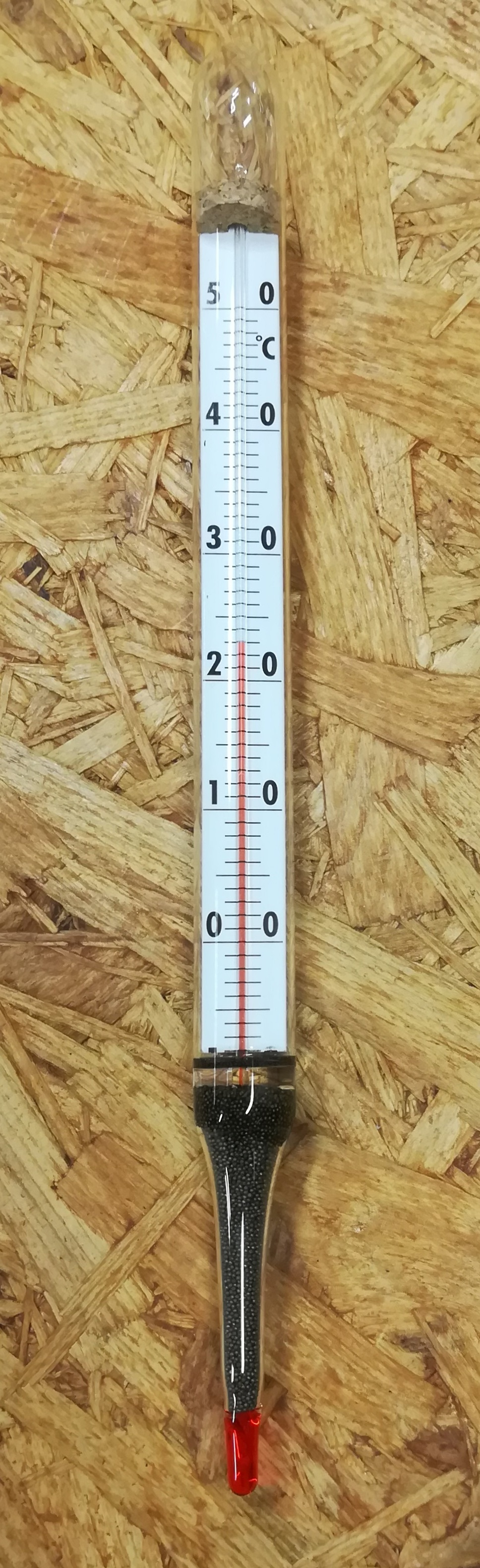
Schwimmthermometer, Petroleumfüllung, beschwert mit Schrot

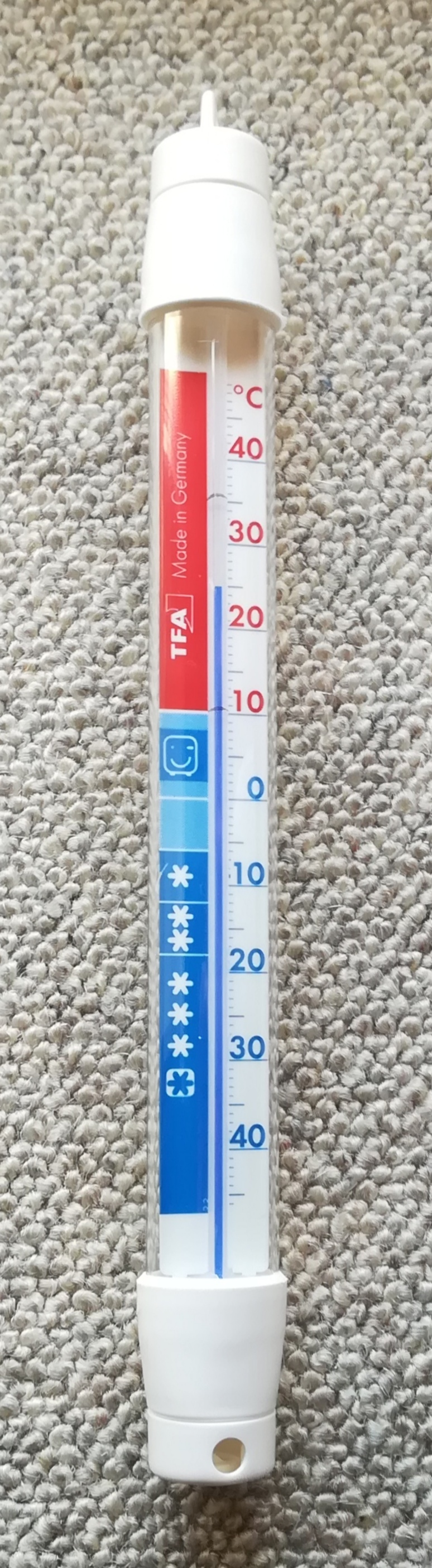
Haushaltsthermometer, Alkoholfüllung, mit Kühlzonenskala

Flüssigkeitsthermometer sind eine spezielle Art von Thermometern und werden unterschieden in Flüssigkeits-Glasthermometer und Flüssigkeits-Federthermometer. Ersteres nutzt als Messprinzip eine Volumenänderung, Letzteres eine Druckänderung als Maß für eine Temperaturänderung. Die Volumenänderung der Flüssigkeit wird auf eine Längenänderung zurückgeführt, die in einem dünnen Glasgefäß unmittelbar sichtbar ist. Die Druckänderung erfordert ein elastisches Bauteil, dessen Verformung mittels eines Zeigers sichtbar gemacht wird. Im Folgenden wird das Flüssigkeits-Federthermometer nicht weiter behandelt.

## Flüssigkeitsthermometer
Dieses besteht aus einem mit einer thermometrischen Flüssigkeit gefüllten gläsernen Vorratsgefäß und einem damit verbundenen durchsichtigen Kapillar-Röhrchen. Da sich Flüssigkeiten in der Regel beim Erwärmen stärker ausdehnen als Festkörper, nimmt der Pegel der Flüssigkeit im Röhrchen ein von der Temperatur abhängiges Niveau ein. Das Röhrchen wird mit einer Skale verbunden und erlaubt die unmittelbare Messwertablesung in einer Temperatur-Maßeinheit, in den meisten Ländern vorzugsweise in Grad Celsius mit dem Einheitenzeichen °C, in den USA und einigen weiteren englischsprachigen Ländern in Grad Fahrenheit mit dem Einheitszeichen °F. Über der Flüssigkeitssäule bzw. Kapillare befindet sich ein Ausdehnungsraum, damit das Thermometer bei Messbereichsüberschreitung nicht zerstört wird.
Messbereiche können – je nach Thermometerglas und Flüssigkeit – zwischen −200 und +1100 °C liegen. Mess- und Anzeigeteil bilden eine feste Einheit und liegen dicht beieinander.
In Deutschland wird zu Bauarten, Betriebsbedingungen, Fehlergrenzen und weiteren Einzelheiten auf die Normung z. B. in DIN 12770 und auf die VDI/VDE-Richtlinie 3786 Blatt 3 verwiesen.

## Thermometrische Flüssigkeit
Die thermometrische Flüssigkeit muss im gesamten Temperaturbereich, in dem das Thermometer eingesetzt werden soll, flüssig bleiben, darf also im Nennmessbereich weder zum Gefrieren noch zum Sieden neigen. Ferner darf sie innerhalb dieses Bereichs keine Gebiete mit anomaler thermischer Ausdehnung besitzen. Aus diesem Grund ist Wasser als thermometrische Flüssigkeit – zumindest für Temperaturen unter 10 °C – ungeeignet. Außerdem darf die verwendete Flüssigkeit das Material des Röhrchens nicht angreifen. Sowohl benetzende (organische) als auch nicht benetzende (metallische) thermometrische Flüssigkeiten sind im Einsatz. Sie sollen aus Sicherheitsgründen nicht selbstentzündlich sein, weshalb Legierungen aus Alkalimetallen nicht in Frage kommen. Da Thermometerröhrchen versiegelt sind, werden auch giftige Flüssigkeiten benutzt.
Die Eigenschaften einer thermometrischen Flüssigkeit werden von Quecksilber besonders gut erfüllt, weshalb in Deutschland bis in die 1970er Jahre hinein Quecksilber die am weitesten verwendete Flüssigkeit war. Da Quecksilber bei −38,9 °C gefriert und bei ca. +356 °C siedet, können Quecksilberthermometer in einem weiten Temperaturbereich verwendet werden. Quecksilberthermometer können auch als Kontaktthermometer ausgeführt sein und so als schaltende Regler verwendet werden. Seit 2009 ist in der Europäischen Union der Einsatz von Quecksilber verboten. Heute nutzt man hierfür eine Gallium-Indium-Zinn-Legierung.
Folgende thermometrische Flüssigkeiten werden oft verwendet:
| Substanz    | Einsatzbereich              | Eigenschaften                                                                 |
| ----------- | --------------------------- | ----------------------------------------------------------------------------- |
| Quecksilber | von −30 °C bis +350 °C      | nahezu temperaturunabhängiger Wärmeausdehnungskoeffizient, giftig, unbrennbar |
| Toluol      | von −80 °C bis +100 °C      | gesundheitsschädlich, leichtentzündlich                                       |
| Pentan      | von −200 °C bis +30 °C      | für Tieftemperaturthermometer, sehr leichtentzündlich                         |
| Ethanol     | von −110 °C bis +60 °C      | keine Ferntemperaturmessung möglich, leichtentzündlich                        |
| Galinstan   | von −11 °C bis über 1000 °C | ungiftige Galliumlegierung, benetzt das Thermometerröhrchen stark             |
| Petroleum   | von −40 °C bis 200 °C       | gesundheitsschädlich, leichtentzündlich                                       |

## Ablesbarkeit und Ablesen
Die verwendeten organischen Flüssigkeiten sind durchwegs klar durchsichtig und praktisch farblos. Für eine bessere Sichtbarkeit werden Ethanol, Petroleum, Pentan etc. typisch rot, blau oder grün eingefärbt. Die flüssigen Metalle glänzen metallisch silbrig.
Um ein Thermometer empfindlich auf kleine Temperaturänderungen zu machen, muss das Lumen der Kapillare klein im Vergleich zum Volumen des Gefäßes sein.
Thermometerröhrchen haben außen oft gerundet dreieckigen Querschnitt, der prinzipiell durch Ziehen durch ein entsprechend geformtes Kaliber oder nachträgliches Walzen hergestellt werden kann. Das Lumen bleibt im Querschnitt durch die Oberflächenspannung des zähflüssigen Glases dennoch annähernd kreisförmig.
Die Rundung an der vorderen „Kante“ des Dreiecks wird so gewählt, dass bei einem bestimmten Betrachtungswinkel die Kapillare wie durch eine starke aufgelegte zylindrische Lupe mehrfach verbreitert erscheint. Bei vertikal orientiertem Röhrchen und horizontal nebeneinander liegenden Augen des Betrachters tritt dieser Effekt nur für ein Auge auf.
Häufig sind Thermometerröhrchen mit einer hellen Skala aus Milchglas oder eloxiertem Aluminium hinterlegt und sind Röhrchen und Skala an einer Stelle verschiebefest miteinander verbunden. Labor- und Fieberthermometer sind durch ein Hüllglas, in das der Skalenstreifen mit sehr wenig Spiel hineinpasst, etwa ab der Oberkante des Gefäßes dicht umschlossen (Einschlussform). Milchglas bietet die Möglichkeit der Hinterleuchtung und damit auch optische Abbildung des Thermometerstandes.
Stabthermometer aus einer sehr dickwandigen Kapillare haben typisch etwa 5–8 mm Außendurchmesser und können in ein Laborgefäß mit Rohrquetsch-Anschlüssen eingedichtet werden. Sie können einseitig eine Lage Milchglas aufweisen und tragen die eingeätzte Graduierung auf der Thermometeraußenseite.
Beim Ablesen ist, in Bezug auf die Längsachse, möglichst rechtwinklig auf das Thermometer zu blicken, um den Parallaxenfehler zu minimieren.
Der rote Farbstoff für Ethanol bleicht mitunter bei Thermometern, die jahrelang im Freien von der Sonne beschienen werden, bis auf leicht gelblich aus. Der blaue Farbstoff ist bedeutend UV-stabiler.
An Kapillaren für einfache Thermometer für den Wohnbereich findet sich häufig seitlich oder hinten ein zarter Querstrich, der den ermittelten Stand bei 20 °C (Raumtemperatur) markiert. Das Röhrchen wird dann so auf der Skala justiert und befestigt, dass diese Marke am entsprechenden Skalenstrich zu liegen kommt. Das hier im Bild gezeigte Haushaltsthermometer mit Kühlzonenskala weist solche (im Foto erkennbaren) Justiermarken bei 10 und 35 °C auf. Durch diese Zweipunktjustierung ergibt sich eine größere Genauigkeit, da neben der einfachen Zuordnung des Flüssigkeitsstandes zu einem Skalenwert durch die zweifache Durchführung dieses Vorgangs auch zusätzlich die Spreizung (Teilung) der Skala festgelegt wird und das Thermometer damit über größere Bereiche zuverlässig anzeigt.

## Thermoschalter
In Kühlschränken wird zur Thermostatansteuerung in der Regel ein Thermofühler – gefüllt mit einer aromatisch riechenden, leichtflüchtigen Flüssigkeit – eingesetzt. Das zylindrische starre Ausdehnungsgefäß aus Metall enthält etwa 1 Kubikzentimeter Flüssigkeit und ist mit einer bis zu 1 m langen Metallkapillare mit nur etwa 1,2 mm Außendurchmesser verlötet, die weiter an einem kleinen, weichen Metallbalg endet, der als Aktuator auf einen bistabilen Schalter wirkt, dessen Arbeitspunkt durch ein Stellrad via Feingewindeschraube justiert werden kann. Ähnliche Konstruktionen finden sich auch in Raumthermostaten von Heizungssteuerungen.